# Сибом, Генри
Генри Сибом (англ. Henry Seebohm; 1832—1895) — английский мануфактурщик, путешественник, орнитолог-любитель.

## Биография
Родился в семье торговца шерстью Бенджамина Сибома (имевшего немецкие корни) и Эстер Уилер, внучки аболициониста Уильяма Тьюка (основатель йоркской больницы Ретрит). Генри начал карьеру в продуктовой лавке, затем переехал в Шеффилд, где занялся производством стали. Он женился на Марии, дочери Джорджа Джона Гейли, купца из Манчестера 19 января 1859 года.
Генри интересовался естествознанием, в свободное время изучал птиц в своих путешествиях. Он посетил Грецию, Скандинавию, Турцию и Южную Африку. Его экспедиции в Енисейскую тундру Сибири были описаны в его двух книгах: «Сибирь в Европе» (1880) и «Сибирь в Азии» (1882), которые были объединены в посмертное издание «Птицы Сибири» (1901). Он совершил экспедицию в нижнюю часть реки Печора в 1875 году вместе с Джоном Александром Харви-Брауном, а также к Гельголанд, где жил в доме Генриха Гетке. В 1877 году он присоединился к сибирской экспедиции Джозефа Виггинса.
Один из первых орнитологов Европы, принявших американскую триномиальную систему для классификации подвидов. Среди других публикаций Сибома «История британских птиц» (1883), «Географическое распределение семьи Charadriidae» (1887), «Птицы японской империи» (1890) и «Монография Turdidae» (1902, посмертно). Сибом завещал свою орнитологическую и оологическую коллекцию, в которой было 17000 экспонатов, Британскому музею.

## Виды, описанные Сибомом
- Bubo blakistoni Seebohm, 1884
- Geocichla papuensis Seebohm, 1881
- Hemixus canipennis Seebohm, 1890
- Locustella pryeri (Seebohm, 1884)
- Locustella straminea Seebohm, 1881
- Merula bourdilloni Seebohm, 1881
- Merula layardi Seebohm, 1890
- Merula maxima Seebohm, 1881
- Merula thomassoni Seebohm, 1894
- Merula whiteheadi Seebohm, 1893
- Motacilla amurensis Seebohm, 1878
- Motacilla blakistoni Seebohm, 1883
- Oenanthe lugentoides (Seebohm, 1881)
- Pachycephala aurantiiventris Seebohm, 1891
- Parus holsti Seebohm, 1894
- Phasianus tarnovskii Seebohm, 1892
- Pomatorhinus styani Seebohm, 1884
- Pyrrhula rosacea Seebohm, 1882
- Rallina formosana Seebohm, 1894
- Sapheopipo noguchii (Seebohm, 1887)
- Sylvia blanfordi Seebohm, 1878
- Turdus chiguancoides Seebohm, 1881
- Turdus maximus (Seebohm, 1881)
- Turdus subalaris (Seebohm, 1887)
- Zoothera dixoni (Seebohm, 1881)
- Zosterops neglecta Seebohm, 1893
- Zosterops stejnegeri Seebohm, 1891

## Таксоны, названные в честь Сибома
- Alaudula seebohmi Sharpe, 1890
- Amphilais seebohmi (Sharpe, 1879)
- Atlapetes seebohmi (Taczanowski, 1883)
- Calandrella cheleensis seebohmi (Sharpe, 1890)
- Charadrius alexandrinus seebohmi Hartert & A.C.Jackson, 1915
- Dendrocopos kizuki seebohmi (Hargitt, 1884)
- Dromaeocercus seebohmi Sharpe, 1879
- Formotosena seebohmi (Distant, 1904)
- Horornis seebohmi (Ogilvie-Grant, 1894)
- Iyngipicus seebohmi Hargitt, 1884
- Lanius seebohmi Gadow, 1883
- Locustella seebohmi (Ogilvie-Grant, 1895)
- Merula seebohmi Sharpe, 1888
- Oenanthe oenanthe seebohmi (Dixon, 1882)
- Phylloscopus seebohmi Hume, 1877
- Rhinoptilus cinctus seebohmi Sharpe, 1893
- Rhinoptilus seebohmi Sharpe, 1893
- Turdus poliocephalus seebohmi (Sharpe, 1888)

## Публикации
- (1901) The birds of Siberia; a record of a naturalist’s visits to the valleys of the Petchora and Yenesei. J. Murray. London.
- (1893) Geographical distribution of British birds
- (1890) The birds of the Japanese Empire. R. H. Porter, London.
- (1890) Classification of Birds. R. H. Porter, London.
- (1888) The geographical distribution of the family Charadriidae, or, The plovers, sandpipers, snipes, and their allies. H. Sotheran. London
- (1883) A history of British birds, with coloured illustrations of their eggs. R. H. Porter. London. Volume 1 Volume 2 Volume 3 Volume 4
- (1880) Siberia in Europe: a visit to the valley of the Petchora, in north-east Russia. J. Murray, London.
- (1880) Contributions to the ornithology of Siberia